# United States national amateur boxing championships

Die United States national amateur boxing championships sind die US-amerikanischen Meisterschaften im Amateurboxen. Sie finden seit der ersten Austragung regelmäßig im Jahresrhythmus statt und werden vom mit dem AIBA assoziierten, US-amerikanischen, in Colorado Springs ansässigen Amateurboxverband USA Boxing organisiert. Die ersten Wettkämpfe fanden im Jahre 1888 in 6 Gewichtsklassen statt. Seit 2010 wird in 10 Gewichtsklassen geboxt. Bis 1920 wurden diese Meisterschaften United States National Championships (AAU Tournament) genannt.

## Berühmte und bedeutende US-amerikanische Meister
Die berühmtesten und bedeutendsten US-amerikanischen Meister sind die, die später eine äußerst erfolgreiche Karriere bei dein Profis hinlegten, Aufnahme in die International Boxing Hall of Fame fanden und als Legenden des Boxsports gelten: Muhammad Ali, George Foreman, Joe Louis, Marvin Hagler, Óscar de la Hoya, Shane Mosley und Fred Apostoli.

## Weitere bekannte US-amerikanische Meister
Zu den weiteren bekannten US-amerikanischen Meistern zählen unter anderem Profiweltmeister (sowohl ehemalige als auch amtierende), Amateurweltmeister und Olympiasieger: Deontay Wilder, Danny Garcia, Garry Russell, Demetrius Andrade, Austin Trout, Lamont Peterson, Andre Dirrell, Andre Ward, Jason Estrada, Paul Malignaggi, Anthony Thompson, Nonito Donaire, Michael Bennett, Michael Simms, Malik Scott, Calvin Brock, Jeff Lacy, DaVarryl Williamson, Dominick Guinn, Antonio Tarver, Eric Griffin, Vernon Forrest, Chris Byrd, Larry Donald, Ray Mercer, Michael Bent, Michael Moorer, Mark Breland, Frank Tate, Tyrell Biggs, Pernell Whitaker, Marvis Frazier, Tony Tucker, Tony Tubbs, Greg Page, Leon Spinks, Michael Dokes, Duane Bobick, Buster Mathis und Leotis Martin.